# Distretti elettorali federali del Messico

Distretti federali dal 2017

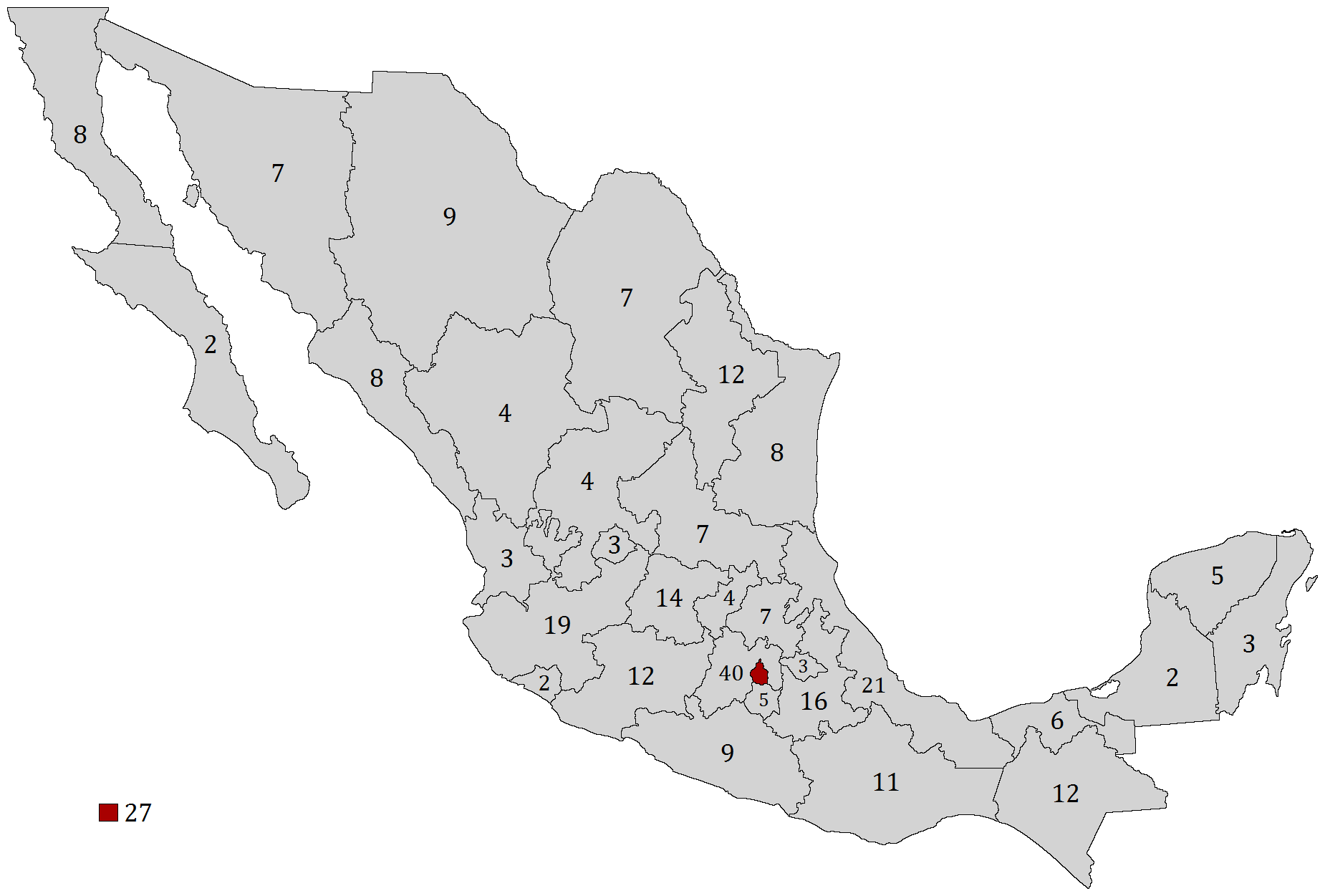
Distretti federali dal 2006 al 2015

I distretti elettorali federali del Messico (in spagnolo: Distritos electorales federales) sono le 300 unità nelle quali si divide il territorio messicano e in ognuna delle quali viene eletto un deputato federale, membro della Camera dei deputati.

## Storia
I distretti elettorali furono fissati nel numero di 300 nel 1979, quando una riforma ampliò la rappresentatività della camera dei deputati che fino a quel momento era di 196 distretti; la divisione dei distretti si ottiene considerando l'ultimo censimento elettorale, per il quale, dal 1979 il numero dei distretti per stato e la sua integrazione territoriale è variata in due occasioni: una nel 1996 e la più recente nel 2005. In ogni caso, nessuno Stato può essere integrato per meno di due distretti elettorali.
L'11 febbraio del 2005 l'Istituto Federale Elettorale fissò le direttive di distrettizzazione che sono state utilizzate per le elezioni generali del 2006 e che verranno utilizzate nelle legislative del 2009 nelle quali verranno considerati i seguenti criteri:
- pertinenza di ognun distretto a una sola entità federativa;
- equità della popolazione;
- esistenza della popolazione indigena;
- continuità geografica;
- tempo di spostamento.

A partire da questa data, i distretti elettorali sono i seguenti:

## Lista per stato

### Aguascalientes
|                                                   | Distretto      | Capoluogo |
| Distretto elettorale federale 1 di Aguascalientes | Jesús María    |           |
| Distretto elettorale federale 2 di Aguascalientes | Aguascalientes |           |
| Distretto elettorale federale 3 di Aguascalientes | Aguascalientes |           |

### Bassa California
|                                                        | Distretto | Capoluogo |
| Distretto elettorale federale 1 della Bassa California | Mexicali  |           |
| Distretto elettorale federale 2 della Bassa California | Mexicali  |           |
| Distretto elettorale federale 3 della Bassa California | Ensenada  |           |
| Distretto elettorale federale 4 della Bassa California | Tijuana   |           |
| Distretto elettorale federale 5 della Bassa California | Tijuana   |           |
| Distretto elettorale federale 6 della Bassa California | Tijuana   |           |
| Distretto elettorale federale 7 della Bassa California | Mexicali  |           |
| Distretto elettorale federale 8 della Bassa California | Tijuana   |           |

### Bassa California Sur
|                                                            | Distretto     | Capoluogo |
| Distretto elettorale federale 1 della Bassa California Sur | Santa Rosalía |           |
| Distretto elettorale federale 2 della Bassa California Sur | La Paz        |           |

### Campeche
|                                             | Distretto         | Capoluogo |
| Distretto elettorale federale 1 di Campeche | Campeche          |           |
| Distretto elettorale federale 2 di Campeche | Ciudad del Carmen |           |

### Chiapas
|                                              | Distretto                  | Capoluogo |
| Distretto elettorale federale 1 del Chiapas  | Palenque                   |           |
| Distretto elettorale federale 2 del Chiapas  | Bochil                     |           |
| Distretto elettorale federale 3 del Chiapas  | Ocosingo                   |           |
| Distretto elettorale federale 4 del Chiapas  | Ocozocoautla de Espinosa   |           |
| Distretto elettorale federale 5 del Chiapas  | San Cristóbal de Las Casas |           |
| Distretto elettorale federale 6 del Chiapas  | Tuxtla Gutiérrez           |           |
| Distretto elettorale federale 7 del Chiapas  | Tonalá                     |           |
| Distretto elettorale federale 8 del Chiapas  | Comitán                    |           |
| Distretto elettorale federale 9 del Chiapas  | Tuxtla Gutiérrez           |           |
| Distretto elettorale federale 10 del Chiapas | Villaflores                |           |
| Distretto elettorale federale 11 del Chiapas | Huixtla                    |           |
| Distretto elettorale federale 12 del Chiapas | Tapachula                  |           |

### Chihuahua
|                                                          | Distretto          | Capoluogo |
| Distretto elettorale federale 1 dello Stato di Chihuahua | Ciudad Juárez      |           |
| Distretto elettorale federale 2 dello Stato di Chihuahua | Ciudad Juárez      |           |
| Distretto elettorale federale 3 dello Stato di Chihuahua | Ciudad Juárez      |           |
| Distretto elettorale federale 4 dello Stato di Chihuahua | Ciudad Juárez      |           |
| Distretto elettorale federale 5 dello Stato di Chihuahua | Delicias           |           |
| Distretto elettorale federale 6 dello Stato di Chihuahua | Chihuahua          |           |
| Distretto elettorale federale 7 dello Stato di Chihuahua | Cuauhtémoc         |           |
| Distretto elettorale federale 8 dello Stato di Chihuahua | Chihuahua          |           |
| Distretto elettorale federale 9 dello Stato di Chihuahua | Hidalgo del Parral |           |
| X Distretto elettorale federale dello stato di Chihuahua | Soppresso nel 1996 |           |

### Coahuila
|                                             | Distretto                 | Capoluogo |
| Distretto elettorale federale 1 di Coahuila | Piedras Negras            |           |
| Distretto elettorale federale 2 di Coahuila | San Pedro de las Colonias |           |
| Distretto elettorale federale 3 di Coahuila | Monclova                  |           |
| Distretto elettorale federale 4 di Coahuila | Saltillo                  |           |
| Distretto elettorale federale 5 di Coahuila | Torreón                   |           |
| Distretto elettorale federale 6 di Coahuila | Torreón                   |           |
| Distretto elettorale federale 7 di Coahuila | Saltillo                  |           |

### Colima
|                                           | Distretto  | Capoluogo |
| Distretto elettorale federale 1 di Colima | Colima     |           |
| Distretto elettorale federale 2 di Colima | Manzanillo |           |

### Ciudad de México
|                                                       | Distretto             | Capoluogo |
| Distretto elettorale federale 1 di Città del Messico  | Gustavo A. Madero     |           |
| Distretto elettorale federale 2 di Città del Messico  | Gustavo A. Madero     |           |
| Distretto elettorale federale 3 di Città del Messico  | Azcapotzalco          |           |
| Distretto elettorale federale 4 di Città del Messico  | Iztapalapa            |           |
| Distretto elettorale federale 5 di Città del Messico  | Tlalpan               |           |
| Distretto elettorale federale 6 di Città del Messico  | Gustavo A. Madero     |           |
| Distretto elettorale federale 7 di Città del Messico  | Gustavo A. Madero     |           |
| Distretto elettorale federale di Città del Messico    | Cuauhtémoc            |           |
| Distretto elettorale federale 9 di Città del Messico  | Venustiano Carranza   |           |
| Distretto elettorale federale 10 di Città del Messico | Miguel Hidalgo        |           |
| Distretto elettorale federale 11 di Città del Messico | Venustiano Carranza   |           |
| Distretto elettorale federale 12 di Città del Messico | Cuauhtémoc            |           |
| Distretto elettorale federale 13 di Città del Messico | Iztacalco             |           |
| Distretto elettorale federale 14 di Città del Messico | Tlalpan               |           |
| Distretto elettorale federale 15 di Città del Messico | Benito Juárez         |           |
| Distretto elettorale federale 16 di Città del Messico | Álvaro Obregón        |           |
| Distretto elettorale federale 17 di Città del Messico | Cuajimalpa de Morelos |           |
| Distretto elettorale federale 18 di Città del Messico | Iztapalapa            |           |
| Distretto elettorale federale 19 di Città del Messico | Iztapalapa            |           |
| Distretto elettorale federale 20 di Città del Messico | Iztapalapa            |           |
| Distretto elettorale federale 21 di Città del Messico | Milpa Alta            |           |
| Distretto elettorale federale 22 di Città del Messico | Iztapalapa            |           |
| Distretto elettorale federale 23 di Città del Messico | Coyoacán              |           |
| Distretto elettorale federale 24 di Città del Messico | Coyoacán              |           |
| Distretto elettorale federale 25 di Città del Messico | Xochimilco            |           |
| Distretto elettorale federale 26 di Città del Messico | Magdalena Contreras   |           |
| Distretto elettorale federale 27 di Città del Messico | Tláhuac               |           |
| Distretto elettorale federale 28 di Città del Messico | Soppresso nel 2005    |           |
| Distretto elettorale federale 29 di Città del Messico | Soppresso nel 2005    |           |
| Distretto elettorale federale 30 di Città del Messico | Soppresso nel 2005    |           |
| Distretto elettorale federale 31 di Città del Messico | Soppresso nel 1996    |           |
| Distretto elettorale federale 32 di Città del Messico | Soppresso nel 1996    |           |
| Distretto elettorale federale 33 di Città del Messico | Soppresso nel 1996    |           |
| Distretto elettorale federale 34 di Città del Messico | Soppresso nel 1996    |           |
| Distretto elettorale federale 35 di Città del Messico | Soppresso nel 1996    |           |
| Distretto elettorale federale 36 di Città del Messico | Soppresso nel 1996    |           |
| Distretto elettorale federale 37 di Città del Messico | Soppresso nel 1996    |           |
| Distretto elettorale federale 38 di Città del Messico | Soppresso nel 1996    |           |
| Distretto elettorale federale 39 di Città del Messico | Soppresso nel 1996    |           |
| Distretto elettorale federale 40 di Città del Messico | Soppresso nel 1996    |           |

### Durango
|                                             | Distretto          | Capoluogo |
| Distretto elettorale federale 1 di Durango  | Durango            |           |
| Distretto elettorale federale 2 di Durango  | Gómez Palacio      |           |
| Distretto elettorale federale 3 di Durango  | Guadalupe Victoria |           |
| Distretto elettorale federale 4 di Durango  | Durango            |           |
| V Distretto elettorale federale di Durango  | Soppresso nel 2005 |           |
| VI Distretto elettorale federale di Curango | Soppresso nel 1996 |           |

### Guanajuato
|                                                | Distretto                | Capoluogo |
| Distretto elettorale federale 1 di Guanajuato  | San Luis de la Paz       |           |
| Distretto elettorale federale 2 di Guanajuato  | San Miguel de Allende    |           |
| Distretto elettorale federale 3 di Guanajuato  | León                     |           |
| Distretto elettorale federale 4 di Guanajuato  | Guanajuato               |           |
| Distretto elettorale federale 5 di Guanajuato  | León                     |           |
| Distretto elettorale federale 6 di Guanajuato  | León                     |           |
| Distretto elettorale federale 7 di Guanajuato  | San Francisco del Rincón |           |
| Distretto elettorale federale 8 di Guanajuato  | Salamanca                |           |
| Distretto elettorale federale 9 di Guanajuato  | Irapuato                 |           |
| Distretto elettorale federale 10 di Guanajuato | Uriangato                |           |
| Distretto elettorale federale 11 di Guanajuato | Pénjamo                  |           |
| Distretto elettorale federale 12 di Guanajuato | Celaya                   |           |
| Distretto elettorale federale 13 di Guanajuato | Valle de Santiago        |           |
| Distretto elettorale federale 14 di Guanajuato | Acámbaro                 |           |

### Guerrero
|                                             | Distretto            | Capoluogo |
| Distretto elettorale federale 1 di Guerrero | Ciudad Altamirano    |           |
| Distretto elettorale federale 2 di Guerrero | Iguala               |           |
| Distretto elettorale federale 3 di Guerrero | Zihuatanejo          |           |
| Distretto elettorale federale 4 di Guerrero | Acapulco             |           |
| Distretto elettorale federale 5 di Guerrero | Tlapa                |           |
| Distretto elettorale federale 6 di Guerrero | Chilapa              |           |
| Distretto elettorale federale 7 di Guerrero | Chilpancingo         |           |
| Distretto elettorale federale 8 di Guerrero | Ayutla de los Libres |           |
| Distretto elettorale federale 9 di Guerrero | Acapulco             |           |

### Hidalgo
|                                            | Distretto         | Capoluogo |
| Distretto elettorale federale 1 di Hidalgo | Huejutla de Reyes |           |
| Distretto elettorale federale 2 di Hidalgo | Ixmiquilpan       |           |
| Distretto elettorale federale 3 di Hidalgo | Actopan           |           |
| Distretto elettorale federale 4 di Hidalgo | Tulancingo        |           |
| Distretto elettorale federale 5 di Hidalgo | Tula              |           |
| Distretto elettorale federale 6 di Hidalgo | Pachuca           |           |
| Distretto elettorale federale 7 di Hidalgo | Tepeapulco        |           |

### Jalisco
|                                             | Distretto            | Capoluogo |
| Distretto elettorale federale 1 di Jalisco  | Tequila              |           |
| Distretto elettorale federale 2 di Jalisco  | Lagos de Moreno      |           |
| Distretto elettorale federale 3 di Jalisco  | Tepatitlán           |           |
| Distretto elettorale federale 4 di Jalisco  | Zapopan              |           |
| Distretto elettorale federale 5 di Jalisco  | Puerto Vallarta      |           |
| Distretto elettorale federale 6 di Jalisco  | Zapopan              |           |
| Distretto elettorale federale 7 di Jalisco  | Tonalá               |           |
| Distretto elettorale federale 8 di Jalisco  | Guadalajara          |           |
| Distretto elettorale federale 9 di Jalisco  | Guadalajara          |           |
| Distretto elettorale federale 10 di Jalisco | Zapopan              |           |
| Distretto elettorale federale 11 di Jalisco | Guadalajara          |           |
| Distretto elettorale federale 12 di Jalisco | Tlajomulco de Zúñiga |           |
| Distretto elettorale federale 13 di Jalisco | Guadalajara          |           |
| Distretto elettorale federale 14 di Jalisco | Guadalajara          |           |
| Distretto elettorale federale 15 di Jalisco | La Barca             |           |
| Distretto elettorale federale 16 di Jalisco | Tlaquepaque          |           |
| Distretto elettorale federale 17 di Jalisco | Jocotepec            |           |
| Distretto elettorale federale 18 di Jalisco | Autlán               |           |
| Distretto elettorale federale 19 di Jalisco | Ciudad Guzmán        |           |

### Messico (stato)
|                                                         | Distretto                   | Capoluogo |
| Distretto elettorale federale 1 dello Stato di Messico  | Jilotepec                   |           |
| Distretto elettorale federale 2 dello Stato di Messico  | Teoloyucan                  |           |
| Distretto elettorale federale 3 dello Stato di Messico  | Atlacomulco                 |           |
| Distretto elettorale federale 4 dello Stato di Messico  | Nicolás Romero              |           |
| Distretto elettorale federale 5 dello Stato di Messico  | Teotihuacán                 |           |
| Distretto elettorale federale 6 dello Stato di Messico  | Coacalco                    |           |
| Distretto elettorale federale 7 dello Stato di Messico  | Cuautitlán Izcalli          |           |
| Distretto elettorale federale 8 dello Stato di Messico  | Tultitlán                   |           |
| Distretto elettorale federale 9 dello Stato di Messico  | Ixtlahuaca                  |           |
| Distretto elettorale federale 10 dello Stato di Messico | Ecatepec                    |           |
| Distretto elettorale federale 11 dello Stato di Messico | Ecatepec                    |           |
| Distretto elettorale federale 12 dello Stato di Messico | Ixtapaluca                  |           |
| Distretto elettorale federale 13 dello Stato di Messico | Ecatepec                    |           |
| Distretto elettorale federale 14 dello Stato di Messico | Ciudad López Mateos         |           |
| Distretto elettorale federale 15 dello Stato di Messico | Tlalnepantla de Baz         |           |
| Distretto elettorale federale 16 dello Stato di Messico | Ecatepec                    |           |
| Distretto elettorale federale 17 dello Stato di Messico | Ecatepec                    |           |
| Distretto elettorale federale 18 dello Stato di Messico | Huixquilucan                |           |
| Distretto elettorale federale 19 dello Stato di Messico | Tlalnepantla de Baz         |           |
| Distretto elettorale federale 20 dello Stato di Messico | Ciudad Nezahualcóyotl       |           |
| Distretto elettorale federale 21 dello Stato di Messico | Naucalpan                   |           |
| Distretto elettorale federale 22 dello Stato di Messico | Naucalpan                   |           |
| Distretto elettorale federale 23 dello Stato di Messico | Valle de Bravo              |           |
| Distretto elettorale federale 24 dello Stato di Messico | Naucalpan                   |           |
| Distretto elettorale federale 25 dello Stato di Messico | Chimalhuacán                |           |
| Distretto elettorale federale 26 dello Stato di Messico | Toluca                      |           |
| Distretto elettorale federale 27 dello Stato di Messico | Metepec                     |           |
| Distretto elettorale federale 28 dello Stato di Messico | Zumpango                    |           |
| Distretto elettorale federale 29 dello Stato di Messico | Ciudad Nezahualcóyotl       |           |
| Distretto elettorale federale 30 dello Stato di Messico | Ciudad Nezahualcóyotl       |           |
| Distretto elettorale federale 31 dello Stato di Messico | Ciudad Nezahualcóyotl       |           |
| Distretto elettorale federale 32 dello Stato di Messico | Valle de Chalco Solidaridad |           |
| Distretto elettorale federale 33 dello Stato di Messico | Chalco                      |           |
| Distretto elettorale federale 34 dello Stato di Messico | Toluca                      |           |
| Distretto elettorale federale 35 dello Stato di Messico | Tenancingo                  |           |
| Distretto elettorale federale 36 dello Stato di Messico | Tejupilco                   |           |
| Distretto elettorale federale 37 dello Stato di Messico | Cuautitlán                  |           |
| Distretto elettorale federale 38 dello Stato di Messico | Texcoco                     |           |
| Distretto elettorale federale 39 dello Stato di Messico | La Paz                      |           |
| Distretto elettorale federale 40 dello Stato di Messico | Zinacantepec                |           |
| Distretto elettorale federale 41 dello Stato di Messico | Tecámac                     |           |

### Michoacán
|                                                | Distretto              | Capoluogo |
| Distretto elettorale federale 1 del Michoacán  | Ciudad Lázaro Cárdenas |           |
| Distretto elettorale federale 2 del Michoacán  | Puruándiro             |           |
| Distretto elettorale federale 3 del Michoacán  | Zitácuaro              |           |
| Distretto elettorale federale 4 del Michoacán  | Jiquilpan              |           |
| Distretto elettorale federale 5 del Michoacán  | Zamora de Hidalgo      |           |
| Distretto elettorale federale 6 del Michoacán  | Ciudad Hidalgo         |           |
| Distretto elettorale federale 7 del Michoacán  | Zacapú                 |           |
| Distretto elettorale federale 8 del Michoacán  | Morelia                |           |
| Distretto elettorale federale 9 del Michoacán  | Uruapan                |           |
| Distretto elettorale federale 10 del Michoacán | Morelia                |           |
| Distretto elettorale federale 11 del Michoacán | Pátzcuaro              |           |
| Distretto elettorale federale 12 del Michoacán | Apatzingán             |           |

### Morelos
|                                             | Distretto  | Capoluogo |
| Distretto elettorale federale 1 del Morelos | Cuernavaca |           |
| Distretto elettorale federale 2 del Morelos | Jiutepec   |           |
| Distretto elettorale federale 3 del Morelos | Cuautla    |           |
| Distretto elettorale federale 4 del Morelos | Jojutla    |           |
| Distretto elettorale federale 5 del Morelos | Yautepec   |           |

### Nayarit
|                                            | Distretto          | Capoluogo |
| Distretto elettorale federale 1 di Nayarit | Santiago Ixcuintla |           |
| Distretto elettorale federale 2 di Nayarit | Tepic              |           |
| Distretto elettorale federale 3 di Nayarit | Compostela         |           |

### Nuevo León
|                                                 | Distretto                | Capoluogo |
| Distretto elettorale federale 1 del Nuevo León  | Santa Catarina           |           |
| Distretto elettorale federale 2 del Nuevo León  | Apodaca                  |           |
| Distretto elettorale federale 3 del Nuevo León  | General Escobedo         |           |
| Distretto elettorale federale 4 del Nuevo León  | San Nicolás de los Garza |           |
| Distretto elettorale federale 5 del Nuevo León  | Monterrey                |           |
| Distretto elettorale federale 6 del Nuevo León  | Monterrey                |           |
| Distretto elettorale federale 7 del Nuevo León  | Monterrey                |           |
| Distretto elettorale federale 8 del Nuevo León  | Guadalupe                |           |
| Distretto elettorale federale 9 del Nuevo León  | Linares                  |           |
| Distretto elettorale federale 10 del Nuevo León | Monterrey                |           |
| Distretto elettorale federale 11 del Nuevo León | Guadalupe                |           |
| Distretto elettorale federale 12 del Nuevo León | Cadereyta Jiménez        |           |

### Oaxaca
|                                            | Distretto                  | Capoluogo |
| Distretto elettorale federale 1 di Oaxaca  | Tuxtepec                   |           |
| Distretto elettorale federale 2 di Oaxaca  | Teotitlán del Camino       |           |
| Distretto elettorale federale 3 di Oaxaca  | Huajuapan de León          |           |
| Distretto elettorale federale 4 di Oaxaca  | Tlacolula de Matamoros     |           |
| Distretto elettorale federale 5 di Oaxaca  | Tehuantepec                |           |
| Distretto elettorale federale 6 di Oaxaca  | Heroica Ciudad de Tlaxiaco |           |
| Distretto elettorale federale 7 di Oaxaca  | Juchitán de Zaragoza       |           |
| Distretto elettorale federale 8 di Oaxaca  | Oaxaca de Juárez           |           |
| Distretto elettorale federale 9 di Oaxaca  | Oaxaca de Juárez           |           |
| Distretto elettorale federale 10 di Oaxaca | Miahuatlán                 |           |
| Distretto elettorale federale 11 di Oaxaca | Santiago Pinotepa Nacional |           |

### Puebla
|                                             | Distretto             | Capoluogo |
| Distretto elettorale federale 1 di Puebla   | Huahuchinango         |           |
| Distretto elettorale federale 2 di Puebla   | Zacatlán              |           |
| Distretto elettorale federale 3 di Puebla   |                       |           |
| Distretto elettorale federale 4 di Puebla   |                       |           |
| Distretto elettorale federale 5 di Puebla   | San Martín Texmelucan |           |
| Distretto elettorale federale 6 di Puebla   | Puebla de Zaragoza    |           |
| Distretto elettorale federale 7 di Puebla   |                       |           |
| Distretto elettorale federale 8 di Puebla   |                       |           |
| Distretto elettorale federale 9 di Puebla   | Puebla de Zaragoza    |           |
| Distretto elettorale federale 10 di Puebla  | San Pedro Cholula     |           |
| Distretto elettorale federale 11 di Pueblaa | Puebla de Zaragoza    |           |
| Distretto elettorale federale 12 di Pueblaa | Puebla de Zaragoza    |           |
| Distretto elettorale federale 13 di Pueblaa | Atlixco               |           |
| Distretto elettorale federale 14 di Pueblaa |                       |           |
| Distretto elettorale federale 15 di Pueblaa |                       |           |
| Distretto elettorale federale 16 di Pueblaa |                       |           |

### Querétaro
|                                              | Distretto             | Capoluogo |
| Distretto elettorale federale 1 di Querétaro | Cadereyta de Montes   |           |
| Distretto elettorale federale 2 di Querétaro | San Juan del Río      |           |
| Distretto elettorale federale 3 di Querétaro | Santiago de Querétaro |           |
| Distretto elettorale federale 4 di Querétaro | Santiago de Querétaro |           |

### Quintana Roo
|                                                 | Distretto        | Capoluogo |
| Distretto elettorale federale 1 di Quintana Roo | Playa del Carmen |           |
| Distretto elettorale federale 2 di Quintana Roo | Chetumal         |           |
| Distretto elettorale federale 3 di Quintana Roo | Cancún           |           |

### San Luis Potosí
|                                                    | Distretto                   | Capoluogo |
| Distretto elettorale federale 1 di San Luis Potosí | Matehuala                   |           |
| Distretto elettorale federale 2 di San Luis Potosí | Soledad de Graciano Sánchez |           |
| Distretto elettorale federale 3 di San Luis Potosí | Rioverde                    |           |
| Distretto elettorale federale 4 di San Luis Potosí | Ciudad Valles               |           |
| Distretto elettorale federale 5 di San Luis Potosí | San Luis Potosí             |           |
| Distretto elettorale federale 6 di San Luis Potosí | San Luis Potosí             |           |
| Distretto elettorale federale 7 di San Luis Potosí | Tamazunchale                |           |

### Sinaloa
|                                             | Distretto  | Capoluogo |
| Distretto elettorale federale 1 di Sinaloa  | El Fuerte  |           |
| Distretto elettorale federale 2 di Sinaloa  | Los Mochis |           |
| Distretto elettorale federale 3 di Sinaloa  | Guamúchil  |           |
| Distretto elettorale federale 4 di Sinaloa  | Guasave    |           |
| Distretto elettorale federale 5 di Sinaloa  | Culiacán   |           |
| Distretto elettorale federale 6 di Sinaloa  | Mazatlán   |           |
| Distretto elettorale federale 7 di Sinaloa  | Culiacán   |           |
| Distretto elettorale federale 8 di Sinaloa  | Mazatlán   |           |
| IX Distretto elettorale federale di Sinaloa | Soppresso  |           |

### Sonora
|                                           | Distretto             | Capoluogo |
| Distretto elettorale federale 1 di Sonora | San Luis Río Colorado |           |
| Distretto elettorale federale 2 di Sonora | Nogales               |           |
| Distretto elettorale federale 3 di Sonora | Hermosillo            |           |
| Distretto elettorale federale 4 di Sonora | Guaymas               |           |
| Distretto elettorale federale 5 di Sonora | Hermosillo            |           |
| Distretto elettorale federale 6 di Sonora | Ciudad Obregón        |           |
| Distretto elettorale federale 7 di Sonora | Navojoa               |           |

### Tabasco
|                                            | Distretto        | Capoluogo |
| Distretto elettorale federale 1 di Tabasco | Macuspana        |           |
| Distretto elettorale federale 2 di Tabasco | Heroica Cárdenas |           |
| Distretto elettorale federale 3 di Tabasco | Comalcalco       |           |
| Distretto elettorale federale 4 di Tabasco | Villahermosa     |           |
| Distretto elettorale federale 5 di Tabasco | Paraíso          |           |
| Distretto elettorale federale 6 di Tabasco | Villahermosa     |           |

### Tamaulipas
|                                               | Distretto         | Capoluogo |
| Distretto elettorale federale 1 di Tamaulipas | Nuevo Laredo      |           |
| Distretto elettorale federale 2 di Tamaulipas | Reynosa           |           |
| Distretto elettorale federale 3 di Tamaulipas | Río Bravo         |           |
| Distretto elettorale federale 4 di Tamaulipas | Heroica Matamoros |           |
| Distretto elettorale federale 5 di Tamaulipas | Ciudad Victoria   |           |
| Distretto elettorale federale 6 di Tamaulipas | Ciudad Mante      |           |
| Distretto elettorale federale 7 di Tamaulipas | Ciudad Madero     |           |
| Distretto elettorale federale 8 di Tamaulipas | Tampico           |           |

### Tlaxcala
|                                             | Distretto                | Capoluogo |
| Distretto elettorale federale 1 di Tlaxcala | Apizaco                  |           |
| Distretto elettorale federale 2 di Tlaxcala | Tlaxcala de Xicohténcatl |           |
| Distretto elettorale federale 3 di Tlaxcala | Zacatelco                |           |

### Veracruz
|                                              | Distretto            | Capoluogo |
| Distretto elettorale federale 1 di Veracruz  | Pánuco               |           |
| Distretto elettorale federale 2 di Veracruz  | Tantoyuca            |           |
| Distretto elettorale federale 3 di Veracruz  | Tuxpan               |           |
| Distretto elettorale federale 4 di Veracruz  | Veracruz             |           |
| Distretto elettorale federale 5 di Veracruz  | Poza Rica de Hidalgo |           |
| Distretto elettorale federale 6 di Veracruz  | Papantla             |           |
| Distretto elettorale federale 7 di Veracruz  | Martínez de la Torre |           |
| Distretto elettorale federale 8 di Veracruz  | Xalapa               |           |
| Distretto elettorale federale 9 di Veracruz  | Coatepec             |           |
| Distretto elettorale federale 10 di Veracruz | Xalapa               |           |
| Distretto elettorale federale 11 di Veracruz | Coatzacoalcos        |           |
| Distretto elettorale federale 12 di Veracruz | Veracruz             |           |
| Distretto elettorale federale 13 di Veracruz | Huatusco             |           |
| Distretto elettorale federale 14 di Veracruz | Minatitlán           |           |
| Distretto elettorale federale 15 di Veracruz | Orizaba              |           |
| Distretto elettorale federale 16 di Veracruz | Córdoba              |           |
| Distretto elettorale federale 17 di Veracruz | Cosamaloapan         |           |
| Distretto elettorale federale 18 di Veracruz | Zongolica            |           |
| Distretto elettorale federale 19 di Veracruz | San Andrés Tuxtla    |           |
| Distretto elettorale federale 20 di Veracruz | Acayucan             |           |
| Distretto elettorale federale 21 di Veracruz | Cosoleacaque         |           |

### Yucatán
|                                               | Distretto  | Capoluogo |
| Distretto elettorale federale 1 dello Yucatán | Valladolid |           |
| Distretto elettorale federale 2 dello Yucatán | Progreso   |           |
| Distretto elettorale federale 3 dello Yucatán | Mérida     |           |
| Distretto elettorale federale 4 dello Yucatán | Mérida     |           |
| Distretto elettorale federale 5 dello Yucatán | Ticul      |           |

### Zacatecas
|                                              | Distretto      | Capoluogo |
| Distretto elettorale federale 1 di Zacatecas | Fresnillo      |           |
| Distretto elettorale federale 2 di Zacatecas | Jeréz          |           |
| Distretto elettorale federale 3 di Zacatecas | Zacatecas      |           |
| Distretto elettorale federale 4 di Zacatecas | Guadalupe      |           |
| V Distretto elettorale federale di Zacatecas | Soppresso 2005 |           |